# 大和小泉站
大和小泉站（日语：／ Yamato-Koizumi eki */?）是位于奈良县大和郡山市小泉町，屬於西日本旅客铁道（JR西日本）關西本線的鐵路車站。

## 历史
- 1920年8月25日 - 作为铁道省关西本线车站，在郡山站与法隆寺站间开业。
- 1961年2月1日 - 停止办理货运业务。
- 1987年4月1日 - 国铁分割民营化后成为JR西日本车站。
- 1988年3月13日 - 线路爱称大和路线开始使用。
- 2001年3月3日 - 改建上跨式站房。
- 2003年11月1日 - 支持使用ICOCA[2]。
- 2007年3月10日 - 上跨式站房竣工，举行纪念典礼。
- 2009年10月4日 - 大阪环状、大和路线运行管理系统开始使用。
- 2018年3月12日 - 开始使用车站编号[3]。
- 2020年
  - 2月29日 - 绿色窗口最后一日营业[4]。
  - 3月1日 - 绿色自动售票机开始使用[4]。

## 车站结构
侧式站台2台2线地上车站，上跨式站房。
王寺站管理的直营站。支持使用ICOCA。

### 站台
| 站台 | 路线     | 方向 | 目的地                 |
| ---- | -------- | ---- | ---------------------- |
| 1    | 大和路線 | 上行 | 奈良、加茂方向         |
| 2    | 大和路線 | 下行 | 王寺、天王寺、大阪方向 |

## 使用情况
根据奈良县统计年鉴2017年度1日平均乘车人数7,957。
| 年度   | 1日平均 乘车人数 |
| ------ | ---------------- |
| 1997年 | 8,624            |
| 1998年 | 8,621            |
| 1999年 | 8,456            |
| 2000年 | 8,383            |
| 2001年 | 8,473            |
| 2002年 | 8,498            |
| 2003年 | 8,591            |
| 2004年 | 8,591            |
| 2005年 | 8,634            |
| 2006年 | 8,593            |
| 2007年 | 8,405            |
| 2008年 | 8,338            |
| 2009年 | 8,023            |
| 2010年 | 7,921            |
| 2011年 | 7,917            |
| 2012年 | 8,001            |
| 2013年 | 8,033            |
| 2014年 | 7,898            |
| 2015年 | 7,983            |
| 2016年 | 8,006            |
| 2017年 | 7,957            |

## 相鄰車站
西日本旅客鐵道
 大和路線（關西本線）
■大和路快速、■直通快速、■快速、■区間快速、■普通
郡山（JR-Q34）－大和小泉（JR-Q33）－ 法隆寺（JR-Q32）

## 外部連結
- 大和小泉｜車站資訊：JR出門網 - 西日本旅客鐵道